# Cold Mountain
Cold Mountain é um longa-metragem de 2003, dirigido por Anthony Minghella com roteiro baseado no romance homônimo de Charles Frazier.

## Sinopse
O filme mostra a história entre Inman Balis (Jude Law) e Ada Monroe (Nicole Kidman). O pai de Ada e ela, por causa de problemas de saúde, mudam-se para uma vila na província da Carolina do Norte (EUA), em meio a Guerra Civil Americana, onde mora Inman. Em certo momento, ele é convocado à guerra. Após se ferir em combate decide desertar e retornar para Ada. Que por sua vez, o espera e tenta manter a fazenda de seu pai com ajuda de Ruby Thewes (Renée Zellweger). A espera de Ada e sua amizade com Ruby, além de todas as dificuldades de Inman que ferido tenta para voltar, é mostrada em um filme fotograficamente belo, premiado e aclamado pela critica.

## Elenco
- Jude Law ... Inman Balis
- Nicole Kidman ... Ada Monroe
- Renée Zellweger ... Ruby Thewes
- Eileen Atkins ... Maddy
- Brendan Gleeson ... Stobrod Thewes
- Philip Seymour Hoffman ... Reverendo Veasy
- Natalie Portman .... Sara
- Donald Sutherland ... Reverendo Monroe
- Ray Winstone... Teague
- Kathy Baker .... Sally Swanger
- James Gammon .... Esco Swanger
- Charlie Hunnam .... Bosie
- Jack White .... Georgia
- Ethan Suplee .... Pangle
- Melora Walters .... Lila
- Lucas Black .... Oakley
- James Rebhorn .... Médico

## Recepção
Tem um índice de aprovação 71% em base de 223 críticas no Rotten Tomatoes, que publicou um consenso: “Cold Mountain é bem trabalhado, tem uma varredura épico e captura o horror e sofrimento brutal da guerra”.

## Principais prémios e indicações
O filme recebeu além de um Oscar e um Globo de ouro, o filme ganhou mais outras 12 premiações e 61 indicações.
| Óscar 2004 (EUA) |                                                       |                               |           |
| Ano              | Categoria                                             | Candidatos                    | Resultado |
| 2003             | Melhor Ator                                           | Jude Law                      | Indicado  |
| 2003             | Melhor Atriz Coadjuvante                              | Renée Zellweger               | Vencedora |
| 2003             | Melhor Montagem                                       | Walter Murch                  | Indicado  |
| 2003             | Melhor Fotografia                                     | John Seale                    | Indicado  |
| 2003             | Trilha Sonora Original                                | Gabriel Yared                 | Indicado  |
| 2003             | Melhor Canção Original "Scarlet Tide"                 | T Bone Burnett Elvis Costello | Indicado  |
| 2003             | Melhor Canção Original "You Will Be My Ain True Love" | Sting                         | Indicado  |

| Globo de Ouro 2004 (EUA) |                                          |                 |           |
| Ano                      | Categoria                                | Candidatos      | Resultado |
| 2003                     | Globo de Ouro de melhor ator - Drama     | Jude Law        | Candidato |
| 2003                     | Globo de Ouro de melhor atriz - Drama    | Nicole Kidman   | Candidata |
| 2003                     | Globo de Ouro de melhor atriz secundária | Renée Zellweger | Vencedora |

BAFTA 2004 (Reino Unido)
- Venceu na categoria de Melhor Atriz Coadjuvante (Renée Zellweger) e Melhor Trilha Sonora.
- Indicado nas categorias de Melhor Filme, Melhor Filme Britânico, Melhor Diretor, Melhor Ator (Jude Law), Melhor Roteiro Adaptado, Melhor Fotografia, Melhor Edição, Melhor Maquiagem, Melhor Desenho de Produção e Melhor Som.